# Wilhelm Stenhammar

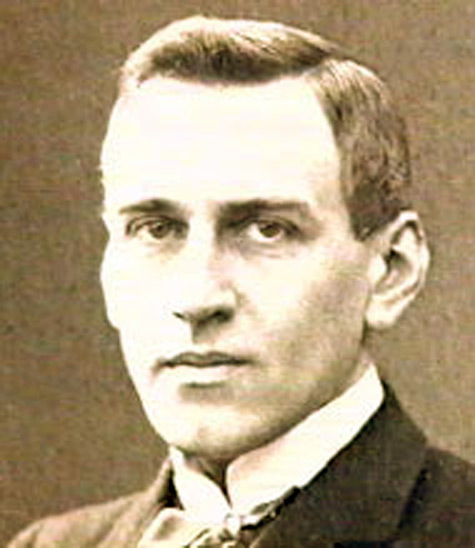
Wilhelm Stenhammar.

Carl Wilhelm Eugen Stenhammar (7 de febrero de 1871-20 de noviembre de 1927), fue un compositor, director de orquesta y pianista sueco.

## Biografía
Stenhammar nació en Estocolmo, donde recibió su primera formación musical. Perfeccionó sus estudios de piano en Berlín, debutando como director de orquesta en 1897. Posteriormente ocupó el cargo de director artístico de la Sociedad Filarmónica de Estocolmo, asimismo fue director de la Nueva Sociedad Filarmónica. Dos años después, asumió la dirección del Göteborgs Orkesterförening. Se convirtió en un gran admirador de la música alemana, en particular la de Richard Wagner y Anton Bruckner. Como compositor trató de escribir en un etilo más "nórdico" , orientándose en la música de Carl Nielsen y Jean Sibelius. La Sinfonía n.º 2 de este último tuvo gran efecto en él, llevándolo a cambiar su estilo compositivo.
De 1906 a 1922 fue director artístico y titular de la Orquesta Sinfónica de Gotemburgo. Durante su tiempo en este cargo, organizó numerosas actuaciones de música de compositores escandinavos contemporáneos. En 1909, ocupó el puesto de director de música en la Universidad de Upsala, donde fue sucedido al año siguiente por Hugo Alfvén. 
Wilhelm Stenhammar murió de un derrame cerebral a los 56 años de edad en Jonsered en la histórica provincia de Västergötland.

## Obras
Sus obras son muy variadas e incluyeron dos sinfonías, una Serenata para orquesta, dos conciertos para piano, cuatro sonatas para piano, una sonata para violín, seis cuartetos de cuerda, muchas canciones y otras obras vocales, entre ellas varias para coro o voces y orquesta (las baladas Florez och Blanzeflor op. 3, escrita en torno a 1891, Ithaka op. 21, de 1904; y las cantatas Ett popular (Un pueblo), de 1905, y Sången (La canción) op. 44, de 1921). 
R.H.R. Silvertrust escribió en el Chamber Music Journal, que los seis cuartetos de cuerda de Stenhammar son los más importantes escritos entre los de Brahms y los de Bartok. Aunque no es desconocido por el público de música de cámara sueco, sus cuartetos de cuerda han sido lamentablemente olvidados en otros lugares. 
Stenhammar fue considerado el mejor pianista sueco de su tiempo. Stenhammar trabajó estrechamente, casi la mitad de su vida con el Cuarteto Aulin, considerado el mejor cuarteto de cuerda sueco de su época y uno de los mejores de Europa. De hecho, realizó una gira por toda Europa con ellos durante muchos años y un quinteto para piano, figuró casi siempre en sus programas. Por lo tanto, no es casual que sus cuartetos muestren una gran comprensión del timbre y la técnica instrumentales. 

### Lista de composiciones
- Obras orquestales
  - Sinfonía n.º 1 en Fa mayor (1902-1903).
  - Sinfonía n.º 2 en Sol menor, op. 34 (1911-1915).
  - Sinfonía n.º 3 en Do mayor (1918-1919, fragmento).
  - Serenata en Fa mayor, op. 31 (1908-1913).
  - Obertura de concierto "Excelsior!", op. 13 (1896).
  - Concierto para piano n.º 1 en Si bemol menor, op. 1 (1893).
  - Concierto para piano n.º 2 en Re menor, op. 23 (1904-1907).
  - “Dos romances sentimentales” para violín y orquesta, op. 28 (1910).
- Obras corales
  - “The Celebration on Solhaug” (ópera), op. 6 (1893).
  - “Tirfing” (ópera), op. 15 (1898).
  - “Ett Folk” (cantata), op. 22 (1905).
  - “Sangen” (cantata), Opus 44 (1921).
  - Obras vocales: aprox. 60 canciones.
- Música de cámara
  - Cuarteto de cuerda n.º 1 en Do mayor, op. 2 (1894).
  - Cuarteto de cuerda n.º 2 en Do menor, op. 14 (1896).
  - Cuarteto de cuerda n.º 3 en Fa mayor, op. 18 (1900).
  - Cuarteto de cuerda n.º 4 en La menor, op. 25 (1909).
  - Cuarteto de cuerda n.º 5 en Do mayor, op. 29 (1910).
  - Cuarteto de cuerda n.º 6 en Re menor, op. 35 (1916).
  - Sonata para violín en La menor, op. 19 (1899-1900).
- Música para piano
  - Sonata n.º 1 en Do mayor (1880).
  - Sonata n.º 2 en Do menor (1881).
  - Sonata n.º 3 en La bemol mayor (1885).
  - Sonata n.º 4 en Sol menor (1890).
  - Sonata en La bemol mayor, op. 12 (1895).
  - 3 Fantasías, op. 11 (1895).
  - “Late Summer”, 5 piezas del op. 33 (1914).